# Alte Kelter (Kleingartach)

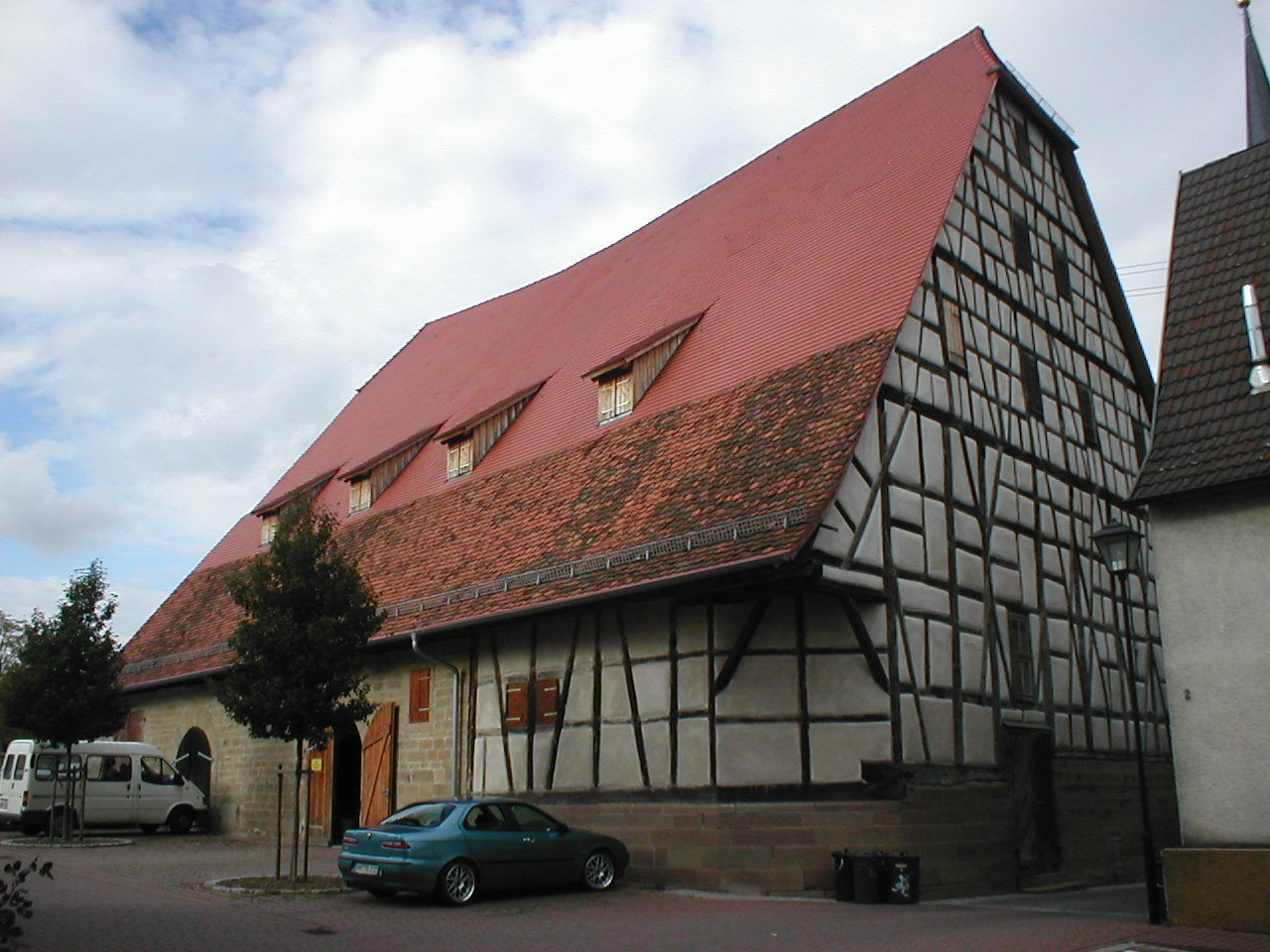
Alte Kelter in Kleingartach

Die Alte Kelter in Kleingartach, einem Stadtteil von Eppingen im Landkreis Heilbronn im nördlichen Baden-Württemberg, ist ein Fachwerkbau, der im 15. Jahrhundert errichtet wurde. Das Gebäude an der Balzstraße 4 ist ein geschütztes Kulturdenkmal.

## Beschreibung
Das als Kelterhaus errichtete Gebäude wurde in den letzten Jahrhunderten mehrfach renoviert und umgebaut. Vom ursprünglichen Fachwerkbau stammt der hohe Giebel mit überstehenden breiten Schutzbohlen unter einem Krüppelwalm. Die Ladeluken an dieser Seite wurden mehrmals verändert bzw. erneuert. Dabei blieb die ursprüngliche Tragkonstruktion mit langen Eck- und Bundständern erhalten. Hier sind auch noch nicht verzapfte Holzverbindungen vorhanden, die aus der ersten Hälfte des 15. Jahrhunderts stammen.